# Coupe du monde d'escrime 2015-2016
Navigation
Coupe du monde 2014-2015 Coupe du monde 2016-2017
La coupe du monde d'escrime 2015-2016 est la 45e édition de la coupe du monde d'escrime, compétition d'escrime organisée annuellement par la Fédération internationale d'escrime.

## Distribution des points
Les compétitions du calendrier se divisent en cinq catégories. Toutes rapportent des points comptant pour la coupe du monde selon un coefficient préétabli : coefficient 1 pour les épreuves de coupe du monde, coefficient 1,5 pour les grands prix et championnats de zone et coefficient 3 pour les Jeux olympiques. Les tournois satellite, destinés à familiariser de jeunes tireurs avec les compétitions internationales, rapportent peu de points.

### Individuel
| Rang                                 | 1er | 2e | 3e | 4e | 5e à 8e | 9e à 16e | 17e à 32e | 33e à 64e |
| ------------------------------------ | --- | -- | -- | -- | ------- | -------- | --------- | --------- |
| Jeux olympiques                      | 96  | 78 | 60 | 54 | 42      | 24       | 12        | 6         |
| Championnats continentaux Grand Prix | 48  | 39 | 30 |    | 21      | 12       | 6         | 3         |
| Coupe du monde                       | 32  | 26 | 20 |    | 14      | 8        | 4         | 2         |
| Satellite                            | 4   | 3  | 2  |    | 1       | 0        | 0         | 0         |

### Par équipes
Le partage des points est le même pour toutes les compétitions par équipes, sauf pour les championnats du monde qui rapportent le double.
| Rang                                     | 1er | 2e  | 3e | 4e | 5e | 6e | 7e | 8e | 9e | 10e | 11e | 12e | 13e | 14e | 15e | 16e | 17e à 32e |
| ---------------------------------------- | --- | --- | -- | -- | -- | -- | -- | -- | -- | --- | --- | --- | --- | --- | --- | --- | --------- |
| Jeux olympiques Championnats du monde    | 128 | 104 | 80 | 72 | 64 | 60 | 56 | 52 | 50 | 48  | 46  | 44  | 42  | 40  | 38  | 36  | 16        |
| Championnats continentaux Coupe du monde | 64  | 52  | 40 | 36 | 32 | 30 | 28 | 26 | 25 | 24  | 23  | 22  | 21  | 20  | 19  | 18  | 8         |

## Faits notoires
- Alexander Massialas prend, pour un point, la tête du classement mondial au fleuret masculin devant Yūki Ōta à la suite de sa victoire au tournoi de Tokyo. Il devient ainsi no 1 mondial pour la première fois de sa carrière. Le Japonais reprend la première place en janvier 2016, après le challenge international de Paris, lui aussi avec un seul point d'avance. Leur chassé-croisé se poursuit après le tournoi de Bonn : avec dix-neuf points d'avance, Massialas reprend la tête du classement. Il la conserve jusqu'au terme de la coupe du monde.
- Premières victoires en coupe du monde pour Timur Safin (San José), Ysaora Thibus (Cancún), Kazuyasu Minobe (Tallinn), Alice Volpi (Turin), Vadim Anokhin (Doha) et Shen Chen (Boston).
- Inna Deriglazova devient no 1 mondiale à la suite du Grand Prix de Turin avec seize points d'avance sur Elisa Di Francisca. Di Francisca recule jusqu'au sixième rang mondial, avant de remonter sur le podium au terme des Jeux olympiques. c'est Arianna Errigo qui remporte la coupe du monde du fleuret féminin.
- Xu Anqi prend la place de Rossella Fiamingo en tête du classement général de la coupe du monde d'épée féminine après l'épreuve de Nanjing. L'italienne reconquiert la première place après la coupe du monde de Barcelone. Sous la menace de Sarra Besbes toute l'année, c'est finalement Emese Szász qui l'emporte.
- Aleksey Yakimenko domine le classement du sabre masculin du début de la saison jusqu'aux Jeux olympiques où il est éliminé dès le premier tour par le jeune Bulgare Pancho Paskov, 316e mondial. Kim Jung-hwan, constant toute la saison et médaillé de bronze olympique, s'adjuge sa première coupe du monde.
- Sofia Velikaïa, Yana Egorian et Olha Kharlan se disputent la coupe du monde du sabre féminin jusqu'aux Jeux olympiques où elles figurent, dans l'ordre, sur le podium. C'est dans ce même ordre que le classement de la coupe du monde se termine, avec seulement onze points de différence entre Velikaya et Kharlan.
- Gauthier Grumier, vainqueur de trois tournois et médaillé olympique, conclut sa carrière sur une quatrième coupe du monde dominée d'un bout à l'autre de la saison.

- À la suite de la publication par l'agence mondiale antidopage d'un rapport accablant sur le dopage organisé par l'État en Russie (le rapport McLaren), quatre escrimeurs russes de haut niveau sont soupçonnés de s'être dopés entre 2014 et 2015. La Russie est dans un premier temps menacée d'exclusion de l'ensemble des compétitions des Jeux olympiques, mais le président du Comité international olympique, Thomas Bach, rend aux fédérations internationales l'initiative d'exclure ou non les athlètes incriminés. À l'inverse des fédérations d'athlétisme[1], d'haltérophilie[2], de canoë-kayak[3], d'aviron[4], de natation ou de pentathlon moderne[5] qui décident d'exclure tout ou partie du contingent russe qualifié, la Fédération internationale d'escrime donne le feu vert aux seize escrimeurs russes qualifiés tout en décidant de passer sous silence les quatre noms cités dans le rapport McLaren mais jamais dévoilés au public. Outre les accusations de corruption à l'encontre de Thomas Bach, lui-même ancien escrimeur, la presse pointe du doigt l'influence de la Russie sur la fédération internationale[6] et le président de la FIE Alisher Usmanov, oligarque russe multimilliardaire et proche de Vladimir Poutine[7],[8],[9]. La FIE se défend en signalant qu'aucun des 197 tests réalisés les deux années précédant les Jeux ne s'est révélé négatif, en dépit des allégations du rapport McLaren.

## Calendrier

### Messieurs
| Légende | Abrégé | Catégorie            |
|         | JO     | Jeux olympiques      |
|         | ChM    | Championnat du monde |
|         | ChZ    | Championnat de zone  |
|         | GP     | Grand Prix           |
|         | CoM    | Coupe du monde       |
|         | Sat.   | Tournoi satellite    |

| Date                                         | Nom et lieu du tournoi                                  | Cat. | Arme    | Type | Vainqueur              | Finaliste              | Troisièmes                                    |
| -------------------------------------------- | ------------------------------------------------------- | ---- | ------- | ---- | ---------------------- | ---------------------- | --------------------------------------------- |
| 03/10/2015                                   | Tournoi Clarins, Genève                                 | Sat. | Épée    | Ind. | Ronan Gustin           | Andrea Baroglio        | Fabian Kauter Steeven Séloi                   |
| 09/10/2015                                   | Coupe du monde en mémoire de Nougzar Assatiani Tbilissi | CoM  | Sabre   | Ind. | Aleksey Yakimenko      | Tiberiu Dolniceanu     | Nicolas Limbach Andriy Yahodka                |
| 09/10/2015                                   | Coupe du monde en mémoire de Nougzar Assatiani Tbilissi | CoM  | Sabre   | Éq.  | États-Unis             | France                 | Allemagne                                     |
| 10/10/2015                                   | Trophée de Belgrade, Belgrade                           | Sat. | Épée    | Ind. | Aleksey Kalinin        | Anatoliy Herey         | Grigori Beskin Ido Herpe                      |
| 16/10/2015                                   | Coupe du monde, San José                                | CoM  | Fleuret | Ind. | Timur Safin            | James-Andrew Davis     | Jérémy Cadot Yūki Ōta                         |
| 16/10/2015                                   | Coupe du monde, San José                                | CoM  | Fleuret | Éq.  | France                 | Japon                  | États-Unis                                    |
| 17/10/2015                                   | Tournoi de Kupittaa, Turku                              | Sat. | Épée    | Ind. | Juri Salm              | Ariel Simmons          | Pavel Dubouski Dzianis Paulouski              |
| 17/10/2015                                   | Tournoi satellite, Gand                                 | Sat. | Sabre   | Ind. | Seppe van Holsbeke     | Eliecer Romero         | Alexander Crutchett Joseph Polossifakis       |
| 23/10/2015                                   | Grand Prix de Berne, Berne                              | CoM  | Épée    | Ind. | Bas Verwijlen          | Daniel Jerent          | Nikolai Novosjolov Péter Somfai               |
| 23/10/2015                                   | Grand Prix de Berne, Berne                              | CoM  | Épée    | Éq.  | Russie                 | France                 | Italie                                        |
| 30/10/2015                                   | Coupe du monde, Budapest                                | CoM  | Sabre   | Ind. | Aleksey Yakimenko      | Kim Jung-hwan          | Kamil Ibragimov Nicolas Rousset               |
| 30/10/2015                                   | Coupe du monde, Budapest                                | CoM  | Sabre   | Éq.  | Russie                 | États-Unis             | Hongrie                                       |
| 31/10/2015                                   | Tournoi satellite, Oslo                                 | Sat. | Épée    | Ind. | Dennis Kraft           | Bartosz Piasecki       | Juri Salm Radosław Zawrotniak                 |
| 06/11/2015                                   | Coupe du Prince Takamado, Tokyo                         | CoM  | Fleuret | Ind. | Alexander Massialas    | Heo Jun                | Gerek Meinhardt Yūki Ōta                      |
| 06/11/2015                                   | Coupe du Prince Takamado, Tokyo                         | CoM  | Fleuret | Éq.  | États-Unis             | France                 | Chine                                         |
| 07/11/2015                                   | Open Trekanten, Copenhague                              | Sat. | Épée    | Ind. | Dmitriy Alexanin       | Frederik von der Osten | Thomas Curran Jones Ivan Deryabin             |
| 08/11/2015                                   | Tournoi satellite, Amsterdam                            | Sat. | Sabre   | Ind. | Joseph Polossifakis    | James Honeybone        | Alin Badea Jesús Carvajal                     |
| 13/11/2015                                   | Glaive de Tallinn, Tallinn                              | CoM  | Épée    | Ind. | Kazuyasu Minobe        | Satoru Uyama           | Enrico Garozzo Gauthier Grumier               |
| 13/11/2015                                   | Glaive de Tallinn, Tallinn                              | CoM  | Épée    | Éq.  | France                 | Italie                 | Suisse                                        |
| 14/11/2015                                   | Tournoi satellite, Ankara                               | Sat. | Fleuret | Ind. | Martino Minuto         | Tevfik Burak Babaoğlu  | Engin Batuhan Menküer Alberto Castiglioni     |
| 27/11/2015                                   | Grand Prix, Turin                                       | GP   | Fleuret | Ind. | Ma Jianfei             | Richard Kruse          | Lee Kwang-hyun Lorenzo Nista                  |
| 28/11/2015                                   | Tournoi satellite, Dublin                               | Sat. | Épée    | Ind. | Bas Verwijlen          | Mateusz Antkiewicz     | Balent Uros Lim Wei Wen                       |
| 04/12/2015                                   | Grand Prix du Qatar, Doha                               | GP   | Épée    | Ind. | Vadim Anokhin          | Fabian Kauter          | Yannick Borel Bas Verwijlen                   |
| 12/12/2015                                   | Grand Prix de sabre Absolute Fencing Gear, Boston       | GP   | Sabre   | Ind. | Aldo Montano           | Áron Szilágyi          | Tiberiu Dolniceanu Benedikt Wagner            |
| 12/12/2015                                   | Tournoi satellite, Izmit                                | Sat. | Fleuret | Ind. | René Pranz             | Tomer Or               | Martino Minuto Yaser Mohamad                  |
| 09/01/2016                                   | Tournoi satellite, Istanbul                             | Sat. | Sabre   | Ind. | Sandro Bazadze         | Joseph Polossifakis    | Beka Bazadze Mikhail Mardaleishvili           |
| 09/01/2016                                   | SAF Pokalen, Stockholm                                  | Sat. | Épée    | Ind. | Juri Salm              | Benjamin Bratton       | Yeisser Ramirez Niko Vuorinen                 |
| 10/01/2016                                   | Coupe Léon Paul, Londres                                | Sat. | Fleuret | Ind. | Peter Joppich          | Alexander Choupenitch  | Daniel Gomez Moritz Kröplin                   |
| 15/01/2016                                   | Challenge international de Paris, Paris                 | CoM  | Fleuret | Ind. | Race Imboden           | Peter Joppich          | Gerek Meinhardt Dmitry Rigin                  |
| 15/01/2016                                   | Challenge international de Paris, Paris                 | CoM  | Fleuret | Éq.  | États-Unis             | Italie                 | Royaume-Uni                                   |
| 22/01/2016                                   | Coupe d'Heidenheim, Heidenheim an der Brenz             | CoM  | Épée    | Ind. | Gauthier Grumier       | Bogdan Nikishin        | Anton Avdeev Jean-Michel Lucenay              |
| 22/01/2016                                   | Coupe d'Heidenheim, Heidenheim an der Brenz             | CoM  | Épée    | Éq.  | Italie                 | France                 | Suisse                                        |
| 29/01/2016                                   | Trophée Luxardo, Padoue                                 | CoM  | Sabre   | Ind. | Aldo Montano           | Áron Szilágyi          | Kamil Ibragimov Kim Jung-hwan                 |
| 29/01/2016                                   | Trophée Luxardo, Padoue                                 | CoM  | Sabre   | Éq.  | Hongrie                | Roumanie               | Corée du Sud                                  |
| 05/02/2016                                   | Lion de Bonn, Bonn                                      | CoM  | Fleuret | Ind. | James-Andrew Davis     | Miles Chamley-Watson   | Daniele Garozzo Erwann Le Péchoux             |
| 05/02/2016                                   | Lion de Bonn, Bonn                                      | CoM  | Fleuret | Éq.  | Russie                 | Italie                 | France                                        |
| 12/02/2016                                   | Coupe du monde, Vancouver                               | CoM  | Épée    | Ind. | Enrico Garozzo         | Constantin Böhm        | Yuval Shalom Freilich Park Sang-young         |
| 12/02/2016                                   | Coupe du monde, Vancouver                               | CoM  | Épée    | Éq.  | Hongrie                | Kazakhstan             | Ukraine                                       |
| 19/02/2016                                   | Sabre de Wołodyjowski, Varsovie                         | CoM  | Sabre   | Ind. | Gu Bon-gil             | Kim Jun-ho             | Aliaksandr Buikevich Kamil Ibragimov          |
| 19/02/2016                                   | Sabre de Wołodyjowski, Varsovie                         | CoM  | Sabre   | Éq.  | États-Unis             | Russie                 | Allemagne                                     |
| 06/03/2016                                   | Tournoi satellite, Cancún                               | Sat. | Fleuret | Ind. | Tomer Or               | Maor Hatoel            | Juvenal Alarcon Maximilien van Haaster        |
| 11/03/2015                                   | Grand Prix, La Havane                                   | GP   | Fleuret | Ind. | Richard Kruse          | Alaaeldin Abouelkassem | Race Imboden Jean-Paul Tony Helissey          |
| 12/03/2016                                   | Tournoi satellite, Sofia                                | Sat. | Épée    | Ind. | Yeisser Ramirez        | Frederik von der Osten | Fong Kiu Jhon Édison Rodríguez                |
| 12/03/2016                                   | Tournoi satellite, Copenhague                           | Sat. | Sabre   | Ind. | Alin Badea             | James Honeybone        | R. A. Bustamante Enver Yildirim               |
| 18/03/2015                                   | Grand Prix Westend "en mémoire d'Imré Vass", Budapest   | GP   | Épée    | Ind. | Gauthier Grumier       | Enrico Garozzo         | Gábor Boczkó Kweon Young-jun                  |
| 25/03/2016                                   | Grand Prix, Séoul                                       | GP   | Sabre   | Ind. | Eli Dershwitz          | Mojtaba Abedini        | Nikolay Kovalev Diego Occhiuzzi               |
| Fin de la période de qualification olympique |                                                         |      |         |      |                        |                        |                                               |
| 13/04/2016                                   | Championnats d'Asie, Wuxi                               | ChZ  | Épée    | Ind. | Park Kyoung-doo        | Park Sang-young        | Kazuyasu Minobe Shi Gaofeng                   |
| 13/04/2016                                   | Championnats d'Asie, Wuxi                               | ChZ  | Épée    | Éq.  | Japon                  | Corée du Sud           | Kazakhstan                                    |
| 13/04/2016                                   | Championnats d'Asie, Wuxi                               | ChZ  | Fleuret | Ind. | Cheung Ka Long         | Takahiro Shikine       | Kwon Young-ho Lei Sheng                       |
| 13/04/2016                                   | Championnats d'Asie, Wuxi                               | ChZ  | Fleuret | Éq.  | Corée du Sud           | Chine                  | Japon                                         |
| 13/04/2016                                   | Championnats d'Asie, Wuxi                               | ChZ  | Sabre   | Ind. | Kim Jung-hwan          | Ali Pakdaman           | Vũ Thành An Xu Yingming                       |
| 13/04/2016                                   | Championnats d'Asie, Wuxi                               | ChZ  | Sabre   | Éq.  | Corée du Sud           | Chine                  | Viêt Nam                                      |
| 15/04/2016                                   | Championnats d'Afrique, Alger                           | ChZ  | Épée    | Ind. | Alexandre Bouzaid      | Ayman Fayez            | Ahmed Elsaghir Mahmoud Mohsen                 |
| 15/04/2016                                   | Championnats d'Afrique, Alger                           | ChZ  | Épée    | Éq.  | Égypte                 | Sénégal                | Algérie                                       |
| 15/04/2016                                   | Championnats d'Afrique, Alger                           | ChZ  | Fleuret | Ind. | Alaaeldin Abouelkassem | Victor Sintès          | Tarek Ayad Mohamed Samandi                    |
| 15/04/2016                                   | Championnats d'Afrique, Alger                           | ChZ  | Fleuret | Éq.  | Égypte                 | Tunisie                | Algérie                                       |
| 15/04/2016                                   | Championnats d'Afrique, Alger                           | ChZ  | Sabre   | Ind. | Mohab Samer            | Farès Ferjani          | Mostafa Ayman Hichem Samandi                  |
| 15/04/2016                                   | Championnats d'Afrique, Alger                           | ChZ  | Sabre   | Éq.  | Tunisie                | Égypte                 | Algérie                                       |
| 22/04/2016                                   | Grand Prix, Rio de Janeiro                              | GP   | Épée    | Ind. | Bogdan Nikishin        | Benjamin Steffen       | Anatoliy Herey Park Kyoung-doo                |
| 25/04/2016                                   | Championnats du monde, Rio de Janeiro                   | ChM  | Sabre   | Éq.  | Russie                 | Hongrie                | Roumanie                                      |
| 07/05/2016                                   | Coupe Cole, Londres                                     | Sat. | Sabre   | Ind. | Joseph Polossifakis    | James Honeybone        | William Deary Jonathan Webb                   |
| 07/05/2016                                   | Tournoi satellite, Copenhague                           | Sat. | Fleuret | Ind. | Alexander Tsoronis     | Roland Schlosser       | Christopher Nagle René Pranz                  |
| 13/05/2016                                   | Fleuret de Saint-Pétersbourg, Saint-Pétersbourg         | CoM  | Fleuret | Ind. | Dmitry Zherebchenko    | Dmitry Rigin           | Andrea Baldini James-Andrew Davis             |
| 13/05/2016                                   | Fleuret de Saint-Pétersbourg, Saint-Pétersbourg         | CoM  | Fleuret | Éq.  | Italie                 | États-Unis             | France                                        |
| 13/05/2016                                   | Ville de Madrid, Madrid                                 | CoM  | Sabre   | Ind. | Vincent Anstett        | Sandro Bazadze         | Luca Curatoli Kim Jung-hwan                   |
| 13/05/2016                                   | Ville de Madrid, Madrid                                 | CoM  | Sabre   | Éq.  | Allemagne              | États-Unis             | Hongrie                                       |
| 14/05/2016                                   | Coupe de St Duje, Split                                 | Sat. | Épée    | Ind. | Matteo Tagliariol      | Francisco Limardo      | Gustavo Coqueco J. A. Lugones Ruggeri         |
| 20/05/2016                                   | Challenge Monal, Paris                                  | CoM  | Épée    | Ind. | Gauthier Grumier       | Pavel Sukhov           | Géza Imre Daniel Jerent                       |
| 20/05/2016                                   | Challenge Monal, Paris                                  | CoM  | Épée    | Éq.  | Ukraine                | France                 | Hongrie                                       |
| 22/05/2016                                   | Tournoi satellite, Reykjavik                            | Sat. | Sabre   | Ind. | Teddy Weller           | Julian Ayala           | Gunnar Egill Agustsson Jan-Ole Hülschörster   |
| 27/05/2016                                   | Sabre de Moscou, Moscou                                 | GP   | Sabre   | Ind. | Kim Jung-hwan          | Xu Yingming            | Vincent Anstett Nikolay Kovalev               |
| 03/06/2016                                   | Grand Prix, Shanghai                                    | GP   | Fleuret | Ind. | Alexander Massialas    | Lee Kwang-hyun         | Chen Haiwei Alessio Foconi                    |
| 20/06/2016                                   | Championnats panaméricains, Panama                      | ChZ  | Épée    | Ind. | Yunior Reytor Venet    | Jason Pryor            | Maxime Brinck-Croteau Reynier Henriquez Ortiz |
| 20/06/2016                                   | Championnats panaméricains, Panama                      | ChZ  | Épée    | Éq.  | Venezuela              | Cuba                   | Colombie                                      |
| 20/06/2016                                   | Championnats panaméricains, Panama                      | ChZ  | Fleuret | Ind. | Alexander Massialas    | Daniel Gómez           | Miles Chamley-Watson Race Imboden             |
| 20/06/2016                                   | Championnats panaméricains, Panama                      | ChZ  | Fleuret | Éq.  | États-Unis             | Brésil                 | Canada                                        |
| 20/06/2016                                   | Championnats panaméricains, Panama                      | ChZ  | Sabre   | Ind. | Renzo Agresta          | Andrew Mackiewicz      | Eli Dershwitz José Quintero                   |
| 20/06/2016                                   | Championnats panaméricains, Panama                      | ChZ  | Sabre   | Éq.  | États-Unis             | Mexique                | Canada                                        |
| 20/06/2016                                   | Championnats d'Europe, Toruń                            | ChZ  | Épée    | Ind. | Yannick Borel          | Max Heinzer            | Jean-Michel Lucenay Bohdan Nikishyn           |
| 20/06/2016                                   | Championnats d'Europe, Toruń                            | ChZ  | Épée    | Éq.  | France                 | Italie                 | Ukraine                                       |
| 20/06/2016                                   | Championnats d'Europe, Toruń                            | ChZ  | Fleuret | Ind. | Timur Safin            | Erwann Le Péchoux      | Giorgio Avola André Sanita                    |
| 20/06/2016                                   | Championnats d'Europe, Toruń                            | ChZ  | Fleuret | Éq.  | Russie                 | Italie                 | Royaume-Uni                                   |
| 20/06/2016                                   | Championnats d'Europe, Toruń                            | ChZ  | Sabre   | Ind. | Benedikt Wagner        | Vincent Anstett        | Kamil Ibragimov Aleksey Yakimenko             |
| 20/06/2016                                   | Championnats d'Europe, Toruń                            | ChZ  | Sabre   | Éq.  | Russie                 | Italie                 | Roumanie                                      |
| 06/08/2016                                   | Jeux olympiques, Rio de Janeiro                         | JO   | Épée    | Ind. | Park Sang-young        | Géza Imre              | Gauthier Grumier                              |
| 06/08/2016                                   | Jeux olympiques, Rio de Janeiro                         | JO   | Épée    | Éq.  | France                 | Italie                 | Hongrie                                       |
| 06/08/2016                                   | Jeux olympiques, Rio de Janeiro                         | JO   | Fleuret | Ind. | Daniele Garozzo        | Alexander Massialas    | Timur Safin                                   |
| 06/08/2016                                   | Jeux olympiques, Rio de Janeiro                         | JO   | Fleuret | Éq.  | Russie                 | France                 | États-Unis                                    |
| 06/08/2016                                   | Jeux olympiques, Rio de Janeiro                         | JO   | Sabre   | Ind. | Áron Szilágyi          | Daryl Homer            | Kim Jung-hwan                                 |

### Dames
| Légende | Abrégé | Catégorie            |
|         | JO     | Jeux olympiques      |
|         | ChM    | Championnat du monde |
|         | ChZ    | Championnat de zone  |
|         | GP     | Grand Prix           |
|         | CoM    | Coupe du monde       |
|         | Sat.   | Tournoi satellite    |

| Date                                         | Nom et lieu du tournoi                                       | Cat. | Arme    | Type | Vainqueur                 | Finaliste              | Troisièmes                               |
| -------------------------------------------- | ------------------------------------------------------------ | ---- | ------- | ---- | ------------------------- | ---------------------- | ---------------------------------------- |
| 09/10/2015                                   | Coupe du monde, Caracas                                      | CoM  | Sabre   | Ind. | Mariel Zagunis            | Seo Ji-yeon            | Manon Brunet Rossella Gregorio           |
| 09/10/2015                                   | Coupe du monde, Caracas                                      | CoM  | Sabre   | Éq.  | Russie                    | Ukraine                | Pologne                                  |
| 10/10/2015                                   | Trophée de Belgrade, Belgrade                                | Sat. | Épée    | Ind. | Romana Caran              | Joanna Halls           | Kinka Barvestad Tončica Topić            |
| 13/10/2015                                   | Tournoi satellite, Cancún                                    | Sat. | Fleuret | Ind. | Eleanor Harvey            | S. L. van Erven Garcia | Marika Chrzanowska Alanna Goldie         |
| 16/10/2015                                   | Coupe du monde, Cancún                                       | CoM  | Fleuret | Ind. | Ysaora Thibus             | Alice Volpi            | Elisa Di Francisca Martina Batini        |
| 16/10/2015                                   | Coupe du monde, Cancún                                       | CoM  | Fleuret | Éq.  | Italie                    | Russie                 | États-Unis                               |
| 18/10/2015                                   | Tournoi de Kupittaa, Turku                                   | Sat. | Épée    | Ind. | Ayaka Shimookawa          | Kinka Barvestad        | Anna Salminen Emma Samuelsson            |
| 23/10/2015                                   | Trophée Caroccio, Legnano                                    | CoM  | Épée    | Ind. | Sun Yiwen                 | Kristina Kuusk         | Violetta Kolobova Emese Szász            |
| 23/10/2015                                   | Trophée Caroccio, Legnano                                    | CoM  | Épée    | Éq.  | Russie                    | Roumanie               | États-Unis                               |
| 30/10/2015                                   | Trophée BNP Paribas, Orléans                                 | CoM  | Sabre   | Ind. | Yana Egorian              | Olha Kharlan           | Ibtihaj Muhammad Yoon Ji-su              |
| 30/10/2015                                   | Trophée BNP Paribas, Orléans                                 | CoM  | Sabre   | Éq.  | Ukraine                   | Russie                 | France                                   |
| 01/11/2015                                   | Tournoi satellite, Oslo                                      | Sat. | Épée    | Ind. | Renata Knapik-Miazga      | Magdalena Piekarska    | Asa Linde Magdalena Pawlowska            |
| 06/11/2015                                   | Challenge international de Saint-Maur, Saint-Maur-des-Fossés | CoM  | Fleuret | Ind. | Arianna Errigo            | Elisa Di Francisca     | Carolin Golubytskyi Lee Kiefer           |
| 06/11/2015                                   | Challenge international de Saint-Maur, Saint-Maur-des-Fossés | CoM  | Fleuret | Éq.  | Italie                    | Russie                 | France                                   |
| 08/11/2015                                   | Open Trekanten, Copenhague                                   | Sat. | Épée    | Ind. | Ayaka Shimookawa          | Julia Kirschen         | Dagmar Ciparová Nicol Foietta            |
| 13/11/2015                                   | Tournoi international, Nanjing                               | CoM  | Épée    | Ind. | Ana Maria Popescu         | Sarra Besbes           | Irina Embrich Shin A-lam                 |
| 13/11/2015                                   | Tournoi international, Nanjing                               | CoM  | Épée    | Éq.  | Russie                    | Corée du Sud           | États-Unis                               |
| 14/11/2015                                   | Tournoi satellite, Antalya                                   | Sat. | Fleuret | Ind. | Eleanor Harvey            | Mălina Călugăreanu     | Isis Giménez Mona Shaito                 |
| 27/11/2015                                   | Grand Prix, Turin                                            | GP   | Fleuret | Ind. | Alice Volpi               | Inna Deriglazova       | Arianna Errigo Adelina Zagidullina       |
| 05/12/2015                                   | Grand Prix du Qatar, Doha                                    | GP   | Épée    | Ind. | Mara Navarria             | Britta Heidemann       | Tatiana Logunova Yana Zvereva            |
| 12/12/2015                                   | Grand Prix de sabre Absolute Fencing Gear, Boston            | GP   | Sabre   | Ind. | Shen Chen                 | Viktoriya Kovaleva     | Sabina Mikina Sofia Velikaïa             |
| 12/12/2015                                   | Tournoi satellite, Izmit                                     | Sat. | Fleuret | Ind. | Eleanor Harvey            | Gabriella Hopka-Varga  | Olga Leleyko Aleksandra Senyuta          |
| 15/12/2015                                   | Tournoi satellite, Cancún                                    | Sat. | Sabre   | Ind. | M. B. Pérez Maurice       | Paola Pliego           | Tania Arrayales Alejandra Benitez        |
| 09/01/2016                                   | Tournoi satellite, Istanbul                                  | Sat. | Sabre   | Ind. | M. B. Pérez Maurice       | Au Sin Ying            | Fatma Zera Köse Gabriella Page           |
| 10/01/2016                                   | Prix Rehbinder, Stockholm                                    | Sat. | Épée    | Ind. | Nelli Paju                | Emma Samuelsson        | Renata Knapik-Miazga Kristina Kuusk      |
| 15/01/2016                                   | Coupe cour d'Artus, Gdańsk                                   | CoM  | Fleuret | Ind. | Arianna Errigo            | Aida Shanaeva          | Martina Batini Inna Deriglazova          |
| 15/01/2016                                   | Coupe cour d'Artus, Gdańsk                                   | CoM  | Fleuret | Éq.  | Italie                    | Russie                 | Allemagne                                |
| 22/01/2016                                   | Ville de Barcelone, Barcelone                                | CoM  | Épée    | Ind. | Mara Navarria             | Lauren Rembi           | Ana Maria Popescu Lyubov Shutova         |
| 22/01/2016                                   | Ville de Barcelone, Barcelone                                | CoM  | Épée    | Éq.  | Estonie                   | Russie                 | Corée du Sud                             |
| 29/01/2016                                   | Coupe Akropolis, Athènes                                     | CoM  | Sabre   | Ind. | Mariel Zagunis            | Sofia Velikaïa         | Ekaterina Diatchenko Ibtihaj Muhammad    |
| 29/01/2016                                   | Coupe Akropolis, Athènes                                     | CoM  | Sabre   | Éq.  | Ukraine                   | Russie                 | France                                   |
| 05/02/2016                                   | Coupe du monde, Alger                                        | CoM  | Fleuret | Ind. | Elisa Di Francisca        | Martina Batini         | Inna Deriglazova Arianna Errigo          |
| 05/02/2016                                   | Coupe du monde, Alger                                        | CoM  | Fleuret | Éq.  | Russie                    | Italie                 | États-Unis                               |
| 12/02/2016                                   | Jockey Club Argentino, Buenos Aires                          | CoM  | Épée    | Ind. | Violetta Kolobova         | Irina Embrich          | Simona Gherman Emma Samuelsson           |
| 12/02/2016                                   | Jockey Club Argentino, Buenos Aires                          | CoM  | Épée    | Éq.  | Roumanie                  | Russie                 | Estonie                                  |
| 19/02/2016                                   | Challenge Yves Brasseur, Gand                                | CoM  | Sabre   | Ind. | Olha Kharlan              | Yana Egorian           | Kim Ji-yeon Sofia Velikaïa               |
| 19/02/2016                                   | Challenge Yves Brasseur, Gand                                | CoM  | Sabre   | Éq.  | Russie                    | France                 | Ukraine                                  |
| 11/03/2015                                   | Grand Prix, La Havane                                        | GP   | Fleuret | Ind. | Arianna Errigo            | Lee Kiefer             | Nam Hyun-hee Diana Yakovleva             |
| 12/03/2016                                   | Tournoi satellite, Sofia                                     | Sat. | Épée    | Ind. | Dora Kiskapusi            | Chang Chialing         | Kong Man Wai Avital Marinuk              |
| 18/03/2015                                   | Grand Prix Westend "en mémoire de Jozsef Sakovics", Budapest | GP   | Épée    | Ind. | Xu Anqi                   | Sarra Besbes           | Tatyana Andryushina Tatiana Logunova     |
| 19/03/2016                                   | Tournoi satellite, Rome                                      | Sat. | Sabre   | Ind. | Flaminia Prearo           | M. B. Pérez Maurice    | Patricia Contreras Paola Pliego          |
| 25/03/2016                                   | Grand Prix, Séoul                                            | GP   | Sabre   | Ind. | Yana Egorian              | Seo Ji-yeon            | Sofia Velikaïa Vassilikí Vouyioúka       |
| Fin de la période de qualification olympique |                                                              |      |         |      |                           |                        |                                          |
| 13/04/2016                                   | Championnats d'Asie, Wuxi                                    | ChZ  | Épée    | Ind. | Sun Yujie                 | Xu Anqi                | Kang Young-mi Shin A-lam                 |
| 13/04/2016                                   | Championnats d'Asie, Wuxi                                    | ChZ  | Épée    | Éq.  | Corée du Sud              | Chine                  | Hong Kong                                |
| 13/04/2016                                   | Championnats d'Asie, Wuxi                                    | ChZ  | Fleuret | Ind. | Nam Hyun-hee              | Le Huilin              | Minami Kano Kim Mi-na                    |
| 13/04/2016                                   | Championnats d'Asie, Wuxi                                    | ChZ  | Fleuret | Éq.  | Chine                     | Corée du Sud           | Japon                                    |
| 13/04/2016                                   | Championnats d'Asie, Wuxi                                    | ChZ  | Sabre   | Ind. | Hwang Seo-na              | Shao Yaqi              | Kim Ji-yeon Seo Ji-yeon                  |
| 13/04/2016                                   | Championnats d'Asie, Wuxi                                    | ChZ  | Sabre   | Éq.  | Chine                     | Corée du Sud           | Japon                                    |
| 15/04/2016                                   | Championnats d'Afrique, Alger                                | ChZ  | Épée    | Ind. | Sarra Besbes              | Gbahi Gwladys Sakoa    | Nedjma Djouad Maya Mansouri              |
| 15/04/2016                                   | Championnats d'Afrique, Alger                                | ChZ  | Épée    | Éq.  | Égypte                    | Tunisie                | Algérie                                  |
| 15/04/2016                                   | Championnats d'Afrique, Alger                                | ChZ  | Fleuret | Ind. | Inès Boubakri             | Anissa Khelfaoui       | Haïfa Jabri Youssra Zakarani             |
| 15/04/2016                                   | Championnats d'Afrique, Alger                                | ChZ  | Fleuret | Éq.  | Tunisie                   | Algérie                |                                          |
| 15/04/2016                                   | Championnats d'Afrique, Alger                                | ChZ  | Sabre   | Ind. | Azza Besbes               | Mennatalla Ahmed       | Sarah Atrouz Abik Boungab                |
| 15/04/2016                                   | Championnats d'Afrique, Alger                                | ChZ  | Sabre   | Éq.  | Tunisie                   | Algérie                | Égypte                                   |
| 22/04/2016                                   | Grand Prix, Rio de Janeiro                                   | GP   | Épée    | Ind. | Tatiana Logunova          | Xu Anqi                | Olga Kochneva Katrina Lehis              |
| 25/04/2016                                   | Championnats du monde, Rio de Janeiro                        | ChM  | Fleuret | Éq.  | Russie                    | Italie                 | France                                   |
| 07/05/2016                                   | Tournoi satellite, Londres                                   | Sat. | Sabre   | Ind. | Marta Baeza Centurion     | Olga Hramova           | Jessica Corby Kate Daykin                |
| 08/05/2016                                   | Coupe Cole, Londres                                          | Sat. | Épée    | Ind. | Hannah Elizabeth Lawrence | Paulina Bajorunaite    | Marina Bochenkova Katrina Smith          |
| 08/05/2016                                   | Tournoi satellite, Copenhague                                | Sat. | Fleuret | Ind. | Isis Gimenez              | Michala Cellerová      | Linn Lofmark Olivia Wohlegemuth          |
| 13/05/2015                                   | Coupe du monde, Pékin                                        | CoM  | Sabre   | Ind. | Olha Kharlan              | Kim Ji-yeon            | Qian Jiarui Mariel Zagunis               |
| 13/05/2015                                   | Coupe du monde, Pékin                                        | CoM  | Sabre   | Éq.  | France                    | Russie                 | Pologne                                  |
| 14/05/2016                                   | Coupe de St Duje, Split                                      | Sat. | Épée    | Ind. | Leonora Mackinnon         | Dagmar Ciparová        | Maria Martinez Toncica Topić             |
| 20/05/2016                                   | Coupe du monde, Legnano                                      | CoM  | Épée    | Ind. | Erika Kirpu               | Giulia Rizzi           | Tatyana Andryushina Kong Man Wai         |
| 20/05/2016                                   | Coupe du monde, Legnano                                      | CoM  | Épée    | Éq.  | Chine                     | Roumanie               | Estonie                                  |
| 20/05/2016                                   | Coupe Reinhold-Würth, Tauberbischofsheim                     | CoM  | Fleuret | Ind. | Inna Deriglazova          | Arianna Errigo         | Elisa Di Francisca Lee Kiefer            |
| 20/05/2016                                   | Coupe Reinhold-Würth, Tauberbischofsheim                     | CoM  | Fleuret | Éq.  | Russie                    | Italie                 | France                                   |
| 21/05/2016                                   | Tournoi satellite, Reykjavik                                 | Sat. | Sabre   | Ind. | Tania Arrayales           | Laia Vila              | Julieta Toledo Ursula Gonzalez Garrate   |
| 28/05/2016                                   | Sabre de Moscou, Moscou                                      | GP   | Sabre   | Ind. | Olha Kharlan              | Mariel Zagunis         | Yuliya Gavrilova Irene Vecchi            |
| 03/06/2016                                   | Grand Prix, Shanghai                                         | GP   | Fleuret | Ind. | Arianna Errigo            | Lee Kiefer             | Martina Batini Ysaora Thibus             |
| 20/06/2016                                   | Championnats panaméricains, Panama                           | ChZ  | Épée    | Ind. | Kelley Hurley             | María Martínez         | Katharine Holmes Courtney Hurley         |
| 20/06/2016                                   | Championnats panaméricains, Panama                           | ChZ  | Épée    | Éq.  | Canada                    | États-Unis             | Brésil                                   |
| 20/06/2016                                   | Championnats panaméricains, Panama                           | ChZ  | Fleuret | Ind. | Lee Kiefer                | Nicole Ross            | Alanna Goldie Kelleigh Ryan              |
| 20/06/2016                                   | Championnats panaméricains, Panama                           | ChZ  | Fleuret | Éq.  | États-Unis                | Canada                 | Mexique                                  |
| 20/06/2016                                   | Championnats panaméricains, Panama                           | ChZ  | Sabre   | Ind. | Ibtihaj Muhammad          | Mariel Zagunis         | María Belén Pérez Maurice Paola Pliego   |
| 20/06/2016                                   | Championnats panaméricains, Panama                           | ChZ  | Sabre   | Éq.  | États-Unis                | Mexique                | Canada                                   |
| 20/06/2016                                   | Championnats d'Europe, Toruń                                 | ChZ  | Épée    | Ind. | Simona Gherman            | Ana Maria Popescu      | Renata Knapik-Miazga Emese Szász         |
| 20/06/2016                                   | Championnats d'Europe, Toruń                                 | ChZ  | Épée    | Éq.  | Estonie                   | France                 | Roumanie                                 |
| 20/06/2016                                   | Championnats d'Europe, Toruń                                 | ChZ  | Fleuret | Ind. | Arianna Errigo            | Aida Shanayeva         | Carolin Golubytskyi Larisa Korobeynikova |
| 20/06/2016                                   | Championnats d'Europe, Toruń                                 | ChZ  | Fleuret | Éq.  | Russie                    | Italie                 | France                                   |
| 20/06/2016                                   | Championnats d'Europe, Toruń                                 | ChZ  | Sabre   | Ind. | Sofia Velikaïa            | Anna Márton            | Olha Kharlan Charlotte Lembach           |
| 20/06/2016                                   | Championnats d'Europe, Toruń                                 | ChZ  | Sabre   | Éq.  | Russie                    | France                 | Ukraine                                  |
| 06/08/2016                                   | Jeux olympiques, Rio de Janeiro                              | JO   | Épée    | Ind. | Emese Szász               | Rossella Fiamingo      | Sun Yiwen                                |
| 06/08/2016                                   | Jeux olympiques, Rio de Janeiro                              | JO   | Épée    | Éq.  | Roumanie                  | Chine                  | Russie                                   |
| 06/08/2016                                   | Jeux olympiques, Rio de Janeiro                              | JO   | Fleuret | Ind. | Inna Deriglazova          | Elisa Di Francisca     | Inès Boubakri                            |
| 06/08/2016                                   | Jeux olympiques, Rio de Janeiro                              | JO   | Sabre   | Ind. | Yana Egorian              | Sofia Velikaïa         | Olha Kharlan                             |
| 06/08/2016                                   | Jeux olympiques, Rio de Janeiro                              | JO   | Sabre   | Éq.  | Russie                    | Ukraine                | États-Unis                               |

## Classements généraux

### Épée
| Rang | Nom              | Points |
| ---- | ---------------- | ------ |
| 1    | Gauthier Grumier | 207    |
| 2    | Yannick Borel    | 169    |
| 3    | Park Sang-young  | 163    |
| 4    | Géza Imre        | 162    |
| 5    | Enrico Garozzo   | 156    |

| Rang | Nom     | Points |
| ---- | ------- | ------ |
| 1    | France  | 412    |
| 2    | Italie  | 344    |
| 3    | Ukraine | 288    |
| 4    | Hongrie | 269    |
| 5    | Russie  | 231    |

| Rang | Nom              | Points |
| ---- | ---------------- | ------ |
| 1    | Emese Szász      | 201    |
| 2    | Sarra Besbes     | 179    |
| 3    | Xu Anqi          | 177    |
| 4    | Tatiana Logunova | 169    |
| 5    | Sun Yiwen        | 165    |

| Rang | Nom          | Points |
| ---- | ------------ | ------ |
| 1    | Roumanie     | 364    |
| 2    | Russie       | 344    |
| 3    | Chine        | 324    |
| 4    | Estonie      | 312    |
| 5    | Corée du Sud | 278    |

### Fleuret
| Rang | Nom                 | Points |
| ---- | ------------------- | ------ |
| 1    | Alexander Massialas | 253    |
| 2    | Daniele Garozzo     | 189    |
| 3    | Richard Kruse       | 177    |
| 4    | Timur Safin         | 172    |
| 5    | Giorgio Avola       | 150    |

| Rang | Nom        | Points |
| ---- | ---------- | ------ |
| 1    | États-Unis | 364    |
| 2    | Russie     | 354    |
| 3    | France     | 336    |
| 4    | Italie     | 328    |
| 5    | Chine      | 250    |

| Rang | Nom                | Points |
| ---- | ------------------ | ------ |
| 1    | Arianna Errigo     | 262    |
| 2    | Inna Deriglazova   | 233    |
| 3    | Elisa Di Francisca | 218    |
| 4    | Lee Kiefer         | 202    |
| 5    | Ysaora Thibus      | 172    |

| Rang | Nom          | Points |
| ---- | ------------ | ------ |
| 1    | Russie       | 424    |
| 2    | Italie       | 400    |
| 3    | États-Unis   | 276    |
| 4    | France       | 266    |
| 5    | Corée du Sud | 258    |

### Sabre
| Rang | Nom               | Points |
| ---- | ----------------- | ------ |
| 1    | Kim Jung-hwan     | 243    |
| 2    | Áron Szilágyi     | 219    |
| 3    | Vincent Anstett   | 181    |
| 4    | Aleksey Yakimenko | 169    |
| 5    | Nikolay Kovalev   | 151    |

| Rang | Nom        | Points |
| ---- | ---------- | ------ |
| 1    | Russie     | 374    |
| 2    | États-Unis | 348    |
| 3    | Hongrie    | 312    |
| 4    | Allemagne  | 272    |
| 5    | Roumanie   | 264    |

| Rang | Nom            | Points |
| ---- | -------------- | ------ |
| 1    | Sofia Velikaïa | 253    |
| 2    | Yana Egorian   | 243    |
| 3    | Olha Kharlan   | 242    |
| 4    | Mariel Zagunis | 200    |
| 5    | Kim Ji-yeon    | 163    |

| Rang | Nom        | Points |
| ---- | ---------- | ------ |
| 1    | Russie     | 424    |
| 2    | Ukraine    | 364    |
| 3    | France     | 300    |
| 4    | États-Unis | 274    |
| 5    | Italie     | 244    |

## Statistiques
Tableaux des médailles masculin et féminin global des épreuves de coupe du monde, hors tournois satellites et continentaux. 
| Rang  | Nation       | Or | Argent | Bronze | Total |
| ----- | ------------ | -- | ------ | ------ | ----- |
| 1     | Russie       | 9  | 3      | 7      | 19    |
| 2     | États-Unis   | 8  | 4      | 4      | 16    |
| 3     | France       | 6  | 5      | 11     | 22    |
| 4     | Italie       | 5  | 4      | 8      | 17    |
| 5     | Corée du Sud | 2  | 4      | 7      | 13    |
| 6     | Hongrie      | 2  | 3      | 5      | 10    |
| 7     | Royaume-Uni  | 2  | 2      | 2      | 6     |
| 8     | Ukraine      | 2  | 1      | 3      | 6     |
| 9     | Allemagne    | 1  | 2      | 4      | 7     |
| 10    | Japon        | 1  | 2      | 2      | 5     |
| Total | Total        | 40 | 40     | 64     | 144   |

| Rang  | Nation       | Or | Argent | Bronze | Total |
| ----- | ------------ | -- | ------ | ------ | ----- |
| 1     | Russie       | 12 | 13     | 17     | 42    |
| 2     | Italie       | 11 | 8      | 9      | 28    |
| 3     | Ukraine      | 5  | 2      | 1      | 8     |
| 4     | Chine        | 4  | 1      | 1      | 6     |
| 5     | États-Unis   | 2  | 3      | 9      | 14    |
| 6     | France       | 2  | 2      | 7      | 11    |
| 7     | Estonie      | 2  | 2      | 4      | 8     |
| 8     | Roumanie     | 2  | 2      | 2      | 6     |
| 9     | Corée du Sud | 0  | 4      | 5      | 9     |
| 10    | Tunisie      | 0  | 2      | 0      | 2     |
| Total | Total        | 40 | 40     | 64     | 144   |